# Sizebay (Latinoamérica)
Sizebay es una empresa brasileña de tecnología que desarrolla soluciones de probadores virtuales orientadas al comercio electrónico de ropa y calzado. Fundada en 2014, tiene su sede en Joinville, Santa Catarina, y cuenta con operaciones en Portugal y Estados Unidos.

## Historia
La empresa fue fundada por Janderson Roberto Araujo, Marcelo Motta Bastos y Patricia Cibele de Castro Araujo. El proyecto surgió a partir de la observación de las dificultades de los consumidores para elegir tallas adecuadas al realizar compras en línea en el sector moda.
En 2016, Sizebay obtuvo sus primeros diez clientes y fue seleccionada para el Programa de Aceleración Startup SC. En 2017 alcanzó 150 clientes y, al año siguiente, inició un proceso de expansión internacional, participando del programa StartOut Brasil en Lisboa.
En 2019, la empresa recibió inversión del fondo europeo Core Angels Atlantic, lo que permitió ampliar su presencia en mercados internacionales.
En 2022, Sizebay fue destacada como una de las soluciones con mayor número de implementaciones en probadores virtuales a nivel global, según datos de SimilarTech. Ese mismo año, participó en eventos como el SelectUSA Summit, en Washington D. C., y en el programa TVL Accelerator de la Universidad de Texas.
En 2024, Sizebay fue adquirida por la multinacional brasileña Audaces, especializada en tecnologías para la industria de la moda.

## Descubre más
- Comercio electrónico
- Moda digital
- Experiencia del usuario